# Ischnopus spinicornis
Ischnopus spinicornis är en kräftdjursart. Ischnopus spinicornis ingår i släktet Ischnopus, och familjen Lysianassidae. Arten är reproducerande i Sverige.